# فرودگاه صحرایی میتزپه رامون
فرودگاه صحرایی میتزپه رامون (به انگلیسی: Mitzpe Ramon Airfield) یک فرودگاه با کد یاتا MIP است که یک باند فرود آسفالت دارد و طول باند آن ۱۴۰۰ متر است. این فرودگاه در کشور اسرائیل قرار دارد و در ارتفاع ۶۴۸ متری از سطح دریا واقع شده‌است.